# Mauricio Ochmann
Mauricio Ochmann (Washington, D.C, 16 de novembro de 1977) é um ator mexicano-americano com carreira no México e Estados Unidos.

## Biografia
Ochmann nasceu em Washington, Estados Unidos e cresceu no México. Participou quando criança de grupos de teatro locais, mas quando completou 16 anos, decidiu prosseguir atuando profissionalmente. 
Ele viajou para Los Angeles, onde estudou na Joanne Baron estúdio em Santa Monica. Seu primeiro trabalho foi no filme Message in a Bottle, na qual ele teve uma pequena participação, e que trabalhou ao lado de Kevin Costner, Paul Newman e Robin Wright Penn. Logo depois, ele estrelou em vários filmes, incluindo 7 mujeres, 1 homosexual y Carlos (2004), Ver, oír y callar (2005) e Corazón marchito (2007).
É conhecido por novelas em que participou como Azul tequila (1998), Como en el cine (2001), Mirada de mujer... el regreso (2003), Amarte así (2005) e Dame chocolate (2007), entre outras. 
Ele também estrelou em os primeiros 20 capítulos de Marina, porém por motivos de saúde precisou abandonar a novela.
Em 2007, regressa às novelas e protagoniza Victoria, ao lado de Victoria Ruffo.
Em 2009, protagonizou a telenovela Los Victorinos, junto com Arap Bethke e Roberto Manrique.
Em 2010, protagonizou a novela El clon, junto com Sandra Echeverría.
Em 2013, integrou o elenco da narco-novela El señor de los cielos, permanecendo até o fim da 3ª temporada.
Em 2016, protagoniza a telessérie El Chema, revivendo seu personagem interpretado em El señor de los cielos.

## Vida pessoal
Ele tem uma filha (Lorenza), nascida em 2004 com María José del Valle. Se divorciaram em 2008. O ator também teve um relacionamento com a atriz Adriana Campos, falecida em 2015.
Em 28 de maio de 2016, se casou com a atriz Aislinn Derbez, numa cerimônia em Tepoztlán.

## Carreira
| Ano       | Telenovela                    | Personagem                                 |
| --------- | ----------------------------- | ------------------------------------------ |
| 1997      | La otra cosa                  | Hijo                                       |
| 1998      | Azul tequila                  | Santiago Berriozábal                       |
| 1999      | Háblame de amor               | Maximiliano Toledo                         |
| 2001      | Como en el cine               | Javier Borja / Joaquín 'Joaco' Borja       |
| 2003      | Mirada de mujer... el regreso | José Chacón                                |
| 2005      | Amarte así                    | Ignacio Reyes                              |
| 2006      | Marina                        | Ricardo Alarcón Morales                    |
| 2007      | Dame chocolate                | Fabián Duque                               |
| 2008      | Victoria                      | Jerónimo Acosta                            |
| 2009      | Los Victorinos                | Victorino Mora                             |
| 2010      | El clon                       | Lucas Ferrer/ Diego Ferrer/ Daniel Padilla |
| 2011      | El sexo débil                 | Julián Camacho                             |
| 2012      | Rosa diamante                 | José Ignacio Altamirano                    |
| 2013-2015 | El señor de los cielos        | José María "El Chema" Venegas              |
| 2016      | El Chema                      | José María "El Chema" Venegas Mendivil     |

| Ano  | Filme                            | Personagem    |
| ---- | -------------------------------- | ------------- |
| 1999 | Message in a Bottle              | Chico         |
| 2003 | Ladie's Night                    | Desflorador   |
| 2004 | 7 mujeres, 1 homosexual y Carlos | Carlos        |
| 2005 | Corazón marchito                 | Él            |
| 2005 | Tres                             | Carlos        |
| 2005 | Ver, oír y callar                | Alberto Bravo |
| 2015 | A la mala                        | Santiago      |

| Ano  | Telenovela                  | Personagem |
| ---- | --------------------------- | ---------- |
| 2000 | Thats Life                  | Samuel     |
| 2003 | Lo que callamos las mujeres |            |
| 2007 | Decisiones                  | Federico   |
| 2012 | Capadocia                   | Iker       |

### Teatro
- Cuatro XXXX 2013
- La dama de las camelias 2011
- Veintidós Veintidós 2010
- El graduado - (2004)
- Equus - (2000) Alan. Vips Prod.[12]
- Sueños de juventud - Carlos.
- Profanación - Protagonista.
- Médicos a palos - Bartolomé.
- La dama del alba - Protagonista
- El juicio - Juez.
- Las damas de las camelias
- 22.22.